# إنتاج الأمونيا
الأمونيا هي أحد أكثر المواد الكيميائية غير العضوية إنتاجًا. هناك العديد من مصانع الأمونيا واسعة النطاق في جميع أنحاء العالم، في عام 2016 أنتجت هذه المصانع ما مقداره 144 مليون طن من النيتروجين (ما يعادل 175 مليون طن من الأمونيا). وارتفع هذا الانتاج إلى 235 مليون طن من الأمونيا في عام 2021. تنتج الصين 31.9٪ من الإنتاج العالمي، تليها روسيا بنسبة 8.7٪، والهند 7.5٪، والولايات المتحدة بنسبة 7.1٪.
ما يقارب 80٪ أو أكثر من الأمونيا المنتجة تستخدم في تسميد المحاصيل الزراعية، كما تستخدم الأمونيا أيضًا في إنتاج البلاستيك والألياف والمتفجرات وحمض النيتريك (عبر عملية أوستفالد) والمواد الوسيطة للأصباغ والمستحضرات الصيدلانية.
يتم إنتاج معظم الأمونيا اليوم وعلى نطاق واسع من خلال عملية هابر بقدرات تصل إلى 3300 طن يوميًا. في هذه العملية يُسمح لغازات N2 و H2 بالتفاعل عند ضغط يصل إلى 200 بار. تعالج الأمونيا أيضًا بواسطة الفحم. أسست شركة American Oil Co في منتصف الستينيات مصنع أحادي التحويل للأمونيا صمم بواسطة شركة كيه بي أر في مدينة تكساس، بسعة 544 طن متري / يوم. كان مفهوم تصميم (القطار الواحد، Single Train) الذي ابتكره المصنع شاملاً لدرجة أنه حصل على جائزة كيركباتريك للإنجاز في الهندسة الكيميائية في عام 1967. استخدم المصنع ضاغطًا للطرد المركزي لضغط الغاز إلى ضغط 152 بار، ومن ثم تحويل الضغط النهائي إلى ضغط تشغيل يبلغ 324 بار في ضاغط ترددي. كما استخدمت ضواغط الطرد المركزي ومعدات التبريد مما وفر تكلفة كبيرة في إنتاج الأمونيا.